# On the Western Circuit
On the Western Circuit is een kortverhaal van de Engelse schrijver Thomas Hardy. Het behoort tot zijn bekendste vertellingen. Het verscheen voor het eerst in The English Illustrated Magazine in december 1891. Vervolgens werd het, in een iets andere versie, opgenomen in de verhalenbundel Life's Little Ironies, die uitkwam in 1894. 
Het verschil tussen de twee versies is een gevolg van de huiverigheid van literaire agenten en tijdschriftuitgevers om al te expliciete teksten en te confronterende situaties (althans voor Victoriaanse begrippen) te publiceren. Dit zou ten koste gaan van de verkoopcijfers, omdat de lezers bepaalde teksten niet in overeenstemming vonden komen met de heersende moraal. Daarbij komt dat de literaire tijdschriften vaak werden gepresenteerd als 'familiebladen'. Hardy had al vele malen eerder met deze situaties te maken gehad waar het ging om seriematig gepubliceerde afleveringen van zijn romans, die herhaaldelijk werden geweigerd door de uitgevers omdat ze te sensationele inhoud zouden bevatten. Dat was onder meer het geval met Desperate Remedies, The Return of the Native, The Woodlanders en met name, ook in 1891, Tess of the d'Urbervilles.
Wellicht door zijn eerdere ervaringen stuurde Hardy uit voorzorg een gekuiste versie van dit verhaal in. Het is ook niet uit te sluiten dat hij dit deed om financiële redenen en, daarmee verband houdend, zijn reputatie. Zo is de in de uiteindelijke versie voorkomende driehoeksrelatie uitgesloten door niet een getrouwde vrouw op te voeren, maar een weduwe. Evenmin is in die versie sprake van een vroegtijdige zwangerschap. Het verhaal zoals dat in de bundel werd opgenomen vertoont een thema dat vaker door Hardy werd opgevoerd: een wat pessimistische kijk op het huwelijk, met name tussen partners die duidelijk, door afkomst, leeftijdsverschil of afwijkende interessesferen, niet goed bij elkaar passen, met de soms tragische gevolgen van dien. In deze bundel gaat het dan met name om de verhalen An Imaginative Woman en The Son's Veto.

## Titel en locatie
De titel van het verhaal verwijst naar de periodieke rondgang van juristen langs steden in het westen van Engeland die niet over een eigen rechtbank beschikken, om daar lopende rechtszaken te benadelen.

Het verhaal speelt zich af in Melchester en Londen. Melchester is in Hardy's fictieve graafschap Wessex de aanduiding voor Salisbury.

## Het verhaal
De jonge advocaat Charles Bradford Raye bevindt zich voor zijn werk in Melchester waar hij op de plaatselijke kermis de in zijn ogen aantrekkelijke Anna ontmoet, die zich vermaakt op de draaimolen. Hij raakt met haar in gesprek en zij vertelt hem openhartig over haar huidige leven. Zij is afkomstig van het platteland in de omgeving en is sinds kort in dienst bij Edith Harnham en haar man, een oudere wijnhandelaar. Raye voelt zich tot Anna aangetrokken en aangezien hij nog een dag of twee heeft voor hij verder moet, ontmoet hij haar nog enige malen en brengt haar hart op hol. Hij keert uiteindelijk terug naar Londen, maar blijft aan Anna denken en schrijft haar uiteindelijk een briefje. Edith, die Raye slechts een keer kort ontmoet heeft, raadt haar aan een kort en beleefd antwoord te schrijven, maar dan blijkt dat Anna niet kan lezen noch schrijven, ondanks de pogingen van Mrs Harnham haar wat te ontwikkelen en aan te moedigen. De wanhopig verliefde Anna krijgt haar meesteres zo ver dat die een antwoord voor haar op papier zet. Zij doet dat op eenvoudig papier en in alledaagse maar goedgekozen woorden, waarin ze volgens Anna precies omschrijft wat zij zelf voelt. De correspondentie ontwikkelt zich, waarbij Edith, die zelf nogal teleurgesteld is in haar huwelijk, steeds meer haar eigen gevoelens tot uitdrukking brengt, waarvan Raye op zijn beurt ook onder de indruk is. Het gaat zelfs zo ver dat zij, als Anna enige dagen afwezig is, haar brieven opent en die beantwoordt. Als blijkt dat Anna als gevolg van haar korte omgang met Raye zwanger is, komen de zaken tot een crisis.
Als Raye eenmaal op de hoogte is van dit feit, besluit hij dat het zijn plicht is het meisje te trouwen. Het huwelijk vindt in redelijke stilte plaats in Londen in aanwezigheid van Edith Harnham en een vriend van de bruidegom. De situatie wordt pijnlijk als Raye zijn vrouw vraagt een bedankbriefje te schrijven aan zijn zuster voor het geschenk dat zij heeft gestuurd. Als hij na enige tijd ziet wat zij daarvan aan het maken is, komt uiteindelijk uit dat zij niet kan lezen of schrijven en dat Edith Harnham de correspondentie voor haar heeft waargenomen. Ook wordt duidelijk dat zij in de brieven op den duur niet zozeer Anna's als wel haar eigen gevoelens verwoordde. Uiteraard is de advocaat teleurgesteld en verbijsterd over wat hem als man in zijn positie is overkomen. Hij is boos over het bedrog, maar als hij Ediths reacties opmerkt constateert hij dat hij en Edith naar de aard van de correspondentie geliefden zijn. Zijn conclusie is dat hij weliswaar voor de wet met Anna is getrouwd maar, naar de ziel en geest gesproken, met Edith. Hij stelt haar voor een keus: als alles wat zij geschreven heeft een bedenksel was, zal hij haar bedanken met een kus op de wang; als zij haar woorden werkelijk had gemeend, verlangt hij een kus op de lippen. Op die manier aanvaardt hij zijn lot en kust Edith voor de eerste en tegelijkertijd voor de laatste maal. Edith keert terug naar haar man en Charles en Anna gaan op een korte huwelijksreis, waarop hij alle lieve brieven nog eens naleest die werden ondertekend met 'Anna'.

## Bewerkingen
'On the Western Circuit' is voor toneel bewerkt onder de titel (The) Day After the Fair door onder anderen Gillian Freeman, Frank Harvey en Harold Pinter. In 1987 verscheen een filmbewerking, gemaakt voor de BBC, onder regie van Anthony Simmons.